# تا او چامویس
تا او چامویس (به لاتین: Tête aux Chamois) یک کوه در سوئیس است که در بخش اگل واقع شده‌است. تا او چامویس ۲٬۵۲۵ متر بالاتر از سطح دریا واقع شده‌است.